# Letičani
Letičani est un village du comitat de Bjelovar-Bilogora (région de Slavonie) en Croatie. Il est relié par l'autoroute D43.